# Therese Borssén

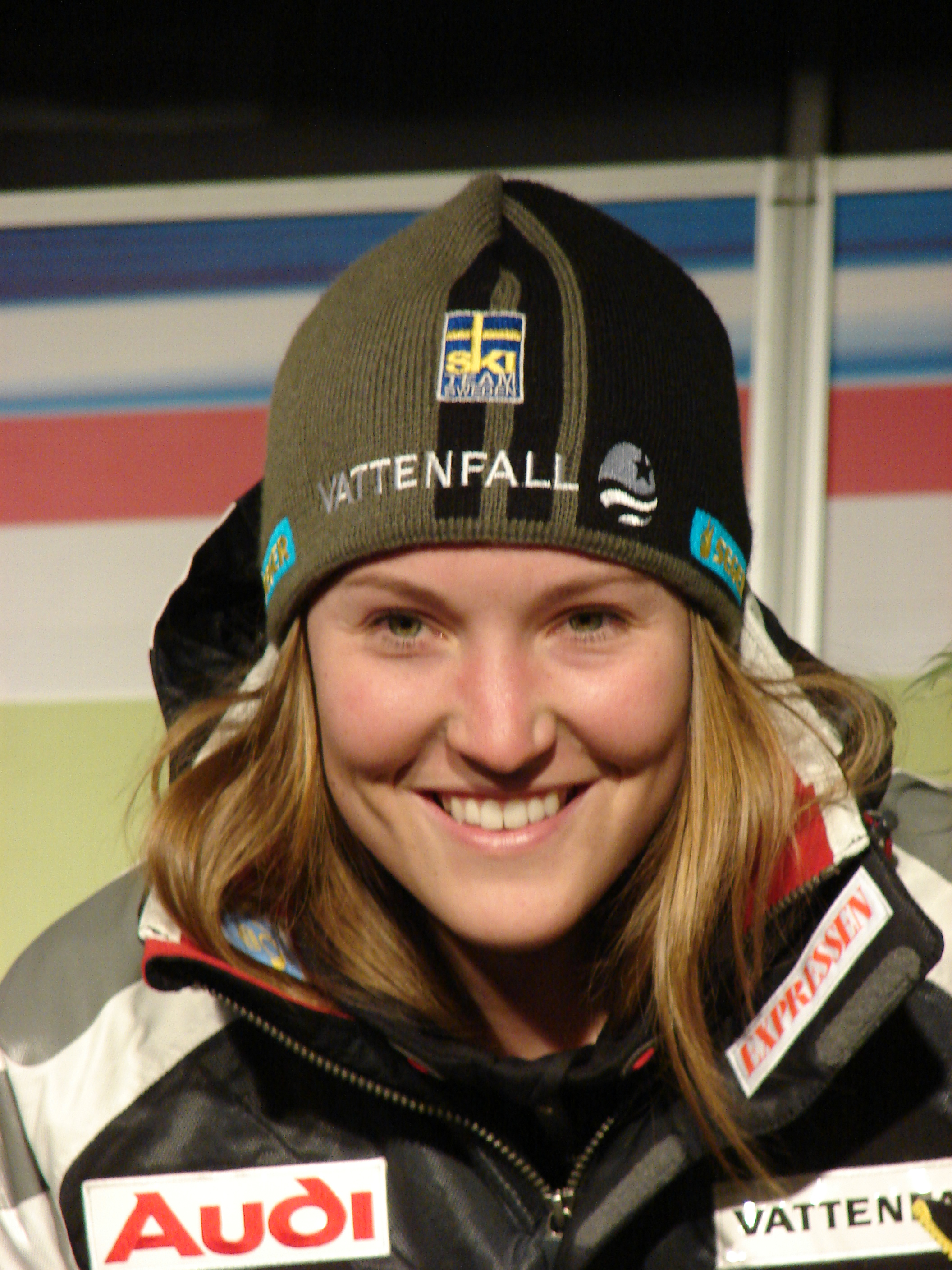
Therese Borssen.

Therese Borssen (Rattvik, Suecia, 12 de diciembre de 1984) es una esquiadora que tiene 1 victoria en la Copa del Mundo de Esquí Alpino (con un total de 6 podiums).

## Resultados

### Juegos Olímpicos de Invierno
- 2006 en Turín, Italia
  - Eslalon: 8.ª
- 2010 en Vancouver, Canadá
  - Eslalon: 21.ª

### Campeonatos Mundiales
- 2005 en St. Moritz, Suiza
  - Eslalon: 5.ª
  - Eslalon Gigante: 32.ª
- 2007 en Åre, Suecia
  - Eslalon: 7.ª
  - Eslalon Gigante: 33.ª

### Copa del Mundo

#### Clasificación general Copa del Mundo
- 2003-2004: 48.ª
- 2004-2005: 62.ª
- 2005-2006: 28.ª
- 2006-2007: 18.ª
- 2007-2008: 22.ª
- 2008-2009: 33.ª
- 2009-2010: 67.ª
- 2010-2011: 37.ª
- 2011-2012: 24.ª

#### Clasificación por disciplinas (Top-10)
- 2005-2006:
  - Eslalon: 7.ª
- 2006-2007:
  - Eslalon: 4.ª
- 2007-2008:
  - Eslalon: 6.ª
- 2011-2012:
  - Eslalon: 8.ª

#### Victorias en la Copa del Mundo (1)

##### Eslalon (1)
| Fecha                   | Lugar     |
| ----------------------- | --------- |
| 29 de diciembre de 2006 | Semmering |